# Venerio (eremita)
Venerio (Palmaria, 560 circa – Isola del Tino, 630) è stato un monaco cristiano ed eremita italiano, venerato come santo dalla Chiesa cattolica, patrono del golfo della Spezia e protettore dei fanalisti.

## Biografia
Nato nell'isola di Palmaria, Venerio fu attratto, ancora giovane, dalla vita monastica in povertà, meditazione e penitenza. Dopo essersi perfezionato negli studi (le fonti lo definiscono sempre monacus et sacerdos) iniziò la sua vita monastica, probabilmente nel vicino monastero di San Giovanni sulla stessa Palmaria e ormai scomparso da tempo.
Erano tempi in cui l'eresia ariana aveva raggiunto notevole diffusione nell'ambiente monastico. Papa Gregorio I invitò Venanzio, Vescovo di Luni, a contrastare a fondo i residui focolari dell'arianesimo esistenti nel territorio di Portovenere, delle isole e poi delle altre zone del golfo.
Venerio, nominato abate nello stesso monastero di Portovenere, riuscì a sconfiggervi l'eresia e a ricondurlo all'ortodossia cattolica.

Altra impresa del santo eremita fu rivolta a sconfiggere i nuclei ariani che si erano attestati anche sulle pendici rupestri di Capo Corvo. Questa vicenda con ogni probabilità è all'origine della leggenda del santo che sconfigge un pestifero drago costringendolo a scomparire nel mare.

Per un certo periodo, Venerio fu anche in Corsica per darvi vita e ordine a nuove comunità monastiche.
Intorno al 610 Venerio rinunciò volontariamente alla carica di abate del più importante dei monasteri della zona per ritirarsi in assoluto romitaggio sull'isola del Tino, dove condusse in vita ascetica il resto dei suoi giorni. 

Per la sua fama di santità ricevette ambascerie dal pontefice Gregorio Magno, visite di porporati di Roma e di Costantinopoli e, a quanto pare, dallo stesso imperatore bizantino Foca.
Di lui si ricorda la consuetudine di accendere fuochi sulla vetta dell'isola del Tino per fornire ai naviganti un riferimento nelle notti senza luna.

Secondo la tradizione popolare, fu Venerio ad introdurre l'uso della vela latina nella zona del Golfo della Spezia.
Il santo eremita morì nel 630 sull'isola del Tino. 
Lucio, vescovo di Luni, gli diede sepoltura in un'arca di marmo e sulla sua tomba fece costruire un piccolo santuario. 
Più tardi, nell'XI secolo, sul luogo stesso sorse il monastero benedettino dell'abbazia di San Venerio.
Il perdurare delle scorrerie dei Saraceni, che avevano rese insicure le coste italiane ed i luoghi religiosi cristiani, indusse il vescovo di Luni Leotecario a disporre, alla fine del VII secolo, la traslazione delle spoglie del Santo in luogo sicuro al fondo del golfo della Spezia, nel cimitero del romano luogo di Boron (l'odierna Migliarina) in un sacello che più tardi, nell'XI secolo, diverrà la Pieve di San Venerio; nel monte sopra la pieve sorgerà nel medioevo il borgo che reca il nome del santo. 
Il continuo ed accresciuto pericolo musulmano consigliò infine di porre definitivamente in salvo le reliquie di San Venerio trasportandole a Reggio Emilia (816).

## Il culto
San Venerio fu santo patrono della città di Luni. Per il timore delle continue incursioni dei Saraceni nel 740, per ordine del Vescovo di Luni Leotecario, le reliquie del santo furono traslate a La Spezia nel sacello paleocristiano che più tardi , nell'XI secolo, verrà riedificato come Pieve di San Venerio.
Nell'820 Apollinare Vescovo di Luni fece nuovamente trasferire il corpo del Santo a Reggio Emilia, dove divenne compatrono della città insieme a san Prospero e ai santi Grisante e Daria.
Il corpo di san Venerio venne custodito dai monaci benedettini dell'Abbazia di San Prospero extra moenia (ora distrutta) e, dopo alterne vicende, venne ad avere la sua collocazione in quella che è l'attuale chiesa cittadina dei Santi Pietro e Prospero e dove oggi è tuttora custodito. 

Non il teschio, però. Questo, per una disposizione del 1959 di papa Giovanni XXIII, riposto in un reliquiario a parte, nello stesso anno venne restituito alla nuova diocesi di La Spezia che ha san Venerio come protettore e che, il 12 e 13 settembre, gli tributa onori solenni.
San Venerio è il patrono del golfo della Spezia e, dal 1961, è il protettore dei fanalisti d'Italia, ovvero coloro i quali si occupano del funzionamento dei fari marittimi.

### Ricorrenza
San Venerio è festeggiato il 13 settembre: in questa ricorrenza alla Spezia si svolge una processione in mare che prevede il trasferimento della statua del santo dalla Spezia all'isola del Tino. Successivamente viene impartita anche la benedizione alle imbarcazioni. 

Poiché il territorio dell'isola è interamente dichiarato zona militare, questa giornata e la domenica successiva sono le uniche date possibili per poterla visitare.

### Il volto di San Venerio
Su proposta dell'allora vescovo della Spezia, S.E.R. monsignor Bassano Staffieri, nel 2005 l'antropologo forense Matteo Borrini ha realizzato una ricostruzione facciale del santo partendo dalle reliquie del suo cranio. Il risultato dell'indagine è riprodotto in una maschera posta sul cranio.

La ricostruzione è stata eseguita facendo ricorso alle tecniche della Forensic Art, disciplina impiegata dalle forze investigative di tutto il mondo per la ricostruzione a fini identificativi del volto di cadaveri di sconosciuti. Questa branca dell'antropologia forense, basandosi sullo spessore medio dei tegumenti e sulla morfologia del cranio, unitamente a nozioni anatomiche e mediche, modella i muscoli facciali e quindi il volto di un soggetto dalle fattezze del suo apparato scheletrico.

### Leggende
Una leggenda devozionale vuole che in una circostanza il santo mettesse in fuga un mostruoso esemplare di pesce dragone che terrorizzava i marinai nel Mediterraneo. Gli si attribuisce anche l'allestimento di una rudimentale vela per il salvataggio di alcuni naufraghi.